# British Home Championship 1905
British Home Championship 1905 – dwudziesta pierwsza edycją turnieju piłki nożnej między reprezentacjami z Wielkiej Brytanii. Tytułu z powodzeniem broniła Anglia. Królami strzelców turnieju zostali Walter Watkins, Charlie Thomson i Vivian Woodward.

## Turniej
| 25 lutego 1905 | Anglia · Bloomer 50' | 1 : 1(0 : 0)Raport | Irlandia · Williamson 48' (s) | Ayresome Park, Middlesbourgh Widzów: 25 000 Sędzia: Thomas Robertson |
|                |                      |                    |                               |                                                                      |

| 6 marca 1905 | Walia · Watkins · Morris · Meredith | 3 : 1 | Szkocja · Robertson | Racecourse Ground, Wrexham |
|              |                                     |       |                     |                            |

| 18 marca 1905 | Szkocja · Thomson k' k' · Walker · Quinn | 4 : 0 | Irlandia | Celtic Park, Glasgow |
|               |                                          |       |          |                      |

| 27 marca 1905 | Anglia · Woodward 55' 88' · Harris 80' | 3 : 1(0 : 1)Raport | Walia · Morris | Anfield Road, Liverpool Widzów: 20 000 Sędzia: Thomas Robertson |
|               |                                        |                    |                |                                                                 |

| 1 kwietnia 1905 | Anglia · Bache 80' | 1 : 0(0 : 0)Raport | Szkocja | The Crystal Palace, Londyn Widzów: 32 000 Sędzia: William Nunnerley |
|                 |                    |                    |         |                                                                     |

| 8 kwietnia 1905 | Irlandia · O’Hagan · Murphy | 2 : 2 | Walia · Watkins · Atherton | Solitude Ground, Belfast |
|                 |                             |       |                            |                          |

## Tabela
| Msc. | Zespół   | M | W | R | P | Pkt+ | Pkt- | Pkt |
| ---- | -------- | - | - | - | - | ---- | ---- | --- |
| 1    | Anglia   | 3 | 2 | 1 | 0 | 5    | 2    | 5   |
| 2    | Walia    | 3 | 1 | 1 | 1 | 6    | 6    | 3   |
| 3    | Szkocja  | 3 | 1 | 0 | 2 | 5    | 4    | 2   |
| 4    | Irlandia | 3 | 0 | 2 | 1 | 3    | 7    | 0   |

## Strzelcy
2 gole
- Walter Watkins
- Charlie Thomson
- Vivian Woodward

1 gol
- Steve Bloomer
- Grenville Morris
- Billy Meredith
- John Robertson
- Bobby Walker
- Jimmy Quinn
- Stanley Harris
- Arthur Morris
- Joe Bache
- Charlie O’Hagan
- Neil Murphy
- Robert Atherton

### Gole samobójcze
- Tim Williamson ( Anglia) dla Irlandii